# Vidimering

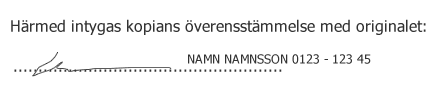
Ett exempel på en vidimering

Att vidimera innebär att bevittna och bestyrka en avskrifts eller kopias överensstämmelse med originalet. Begreppet innebär även, i ett allmännare sammanhang, att bekräfta riktigheten i något. När det gäller exempelvis kopierade betygshandlingar, så innebär vidimeringen att två personer andra än en själv genom underskrift, namnförtydligande och telefonnummer direkt på kopian intygar att den stämmer överens med originalet. Ordet vidimera härstammar från latinets vidi, som betyder jag har sett.
Om man skriver vidi tillsammans med sin egen namnteckning eller signatur på ett dokument anger detta att man har tagit del av dokumentets innehåll.